# Catoria timorensis
Catoria timorensis là một loài bướm đêm trong họ Geometridae.